# Chliaria minima
Chliaria minima är en fjärilsart som beskrevs av Druce 1895. Chliaria minima ingår i släktet Chliaria och familjen juvelvingar. Inga underarter finns listade i Catalogue of Life.